# Triumfetta althaeoides
Triumfetta althaeoides là một loài thực vật có hoa trong họ Cẩm quỳ. Loài này được Lam. miêu tả khoa học đầu tiên năm 1792.